# Сльозовиділення
Сльозови́ділення — процес виділення сліз, що утворюється у слізних залозах багатьох хребетних тварин і людини.
Сльозовиділення відбувається рефлекторно при висиханні або механічному подразненні рогівки. Припиняється під час сну.
Протягом доби у людини виділяється 0,5—1,0 мл сліз.
Сльозовиділення може посилюватись (гіперсекреція) при деяких психічних станах (біль, гнів, радість та ін.), під час діяння надмірно яскравого світла, різних хімічних речовин (наприклад, т.зв. сльозогінних газів) і зменшуватись (гіпосекреція) при деяких захворюваннях ока (наприклад, при трахоматозному ксерозі).

## Дивись також
- про фізіологію сльозовиділення та про сльози — Сльози
- Слізні залози
- Слізна кістка
- Слізогінний газ

## Джерело
- Українська радянська енциклопедія : у 12 т. / гол. ред. М. П. Бажан ; редкол.: О. К. Антонов та ін. — 2-ге вид. — К. : Головна редакція УРЕ, 1974–1985., Том 10, К., 1983, стор. 268